# Eugoa suffusa
Eugoa suffusa là một loài bướm đêm thuộc phân họ Arctiinae, họ Erebidae.